# Homalogrypota coccinea
Homalogrypota coccinea is een halfvleugelig insect uit de familie schuimcicaden (Cercopidae). De wetenschappelijke naam van deze soort is voor het eerst geldig gepubliceerd in 1794 door Fabricius.